# Union City (Georgia)
Union City is een plaats (city) in de Amerikaanse staat Georgia, en valt bestuurlijk gezien onder Fulton County.

## Demografie
Bij de volkstelling in 2000 werd het aantal inwoners vastgesteld op 11.621.
In 2006 is het aantal inwoners door het United States Census Bureau geschat op 16.407, een stijging van 4786 (41.2%).

## Geografie
Volgens het United States Census Bureau beslaat de plaats een oppervlakte van
22,4 km², waarvan 22,2 km² land en 0,2 km² water.

## Plaatsen in de nabije omgeving
De onderstaande figuur toont nabijgelegen plaatsen in een straal van 16 km rond Union City.